# Aatos Wassman
Aatos Wassman (ur. 6 lutego 1923) – fiński kierowca rajdowy i wyścigowy.

## Biografia
W 1959 roku zajął dziesiąte miejsce w rajdowych mistrzostwach Finlandii. Używał wówczas Škody 445. Ponadto wziął udział Škodą Octavią w mistrzostwach Europy, zajmując 20. miejsce w Rajdzie Tysiąca Jezior oraz czwarte w Rajdzie Viking. W sezonie 1960 był m.in. czwarty w 500 Ralli, a na koniec sezonu zajął czwarte miejsce. Rok później był w mistrzostwach Finlandii dwunasty, a w roku 1962 – siedemnasty.
Od końca lat 50. uczestniczył również w wyścigach samochodowych. W 1960 roku zajął sportowym Lotusem Eleven piąte miejsce w wyścigu Eläintarhanajo, zaś rok później był w tych zawodach siódmy. W sezonie 1962 zadebiutował w Formule Junior, używając Coopera. W debiucie w wyścigu Djurgårdsloppet zajął szóstą pozycję. W roku 1963 zmienił pojazd na Lotusa 22. Wyścig na torze Halle-Saale-Schleife Wassman ukończył na trzeciej pozycji, za Érikiem Offenstadtem i Hansem-Theo Tegelerem. W zawodach Djurgårdsloppet był szósty, a wyścig Schleizer Dreieckrennen ukończył jako siódmy.